# سيدي علال (سيدي عزوز)
سيدي علال هي إحدى مشيخات المملكة المغربية، تتبع جغرافيا لإقليم سيدي قاسم وإداريًا لسيدي عزوز. يقدر عدد سكانها بـ 2365 نسمة حسب الإحصاء الرسمي للسكان والسكنى لسنة 2004.